# Monster (Holanda del Sud)
Monster és una ciutat del municipi de Westland, a la província d'Holanda del Sud, a l'oest dels Països Baixos. Monster fou un municipi a part fins a la reestructuració de municipis neerlandesos de l'any 2004. L'1 de gener de 2008 tenia 13.782 habitants.
Molts pelegrins anaven a Monster a veure les relíquies de Sant Maclovi d'Aleth a la cerca d'una cura per l'epilèpsia.

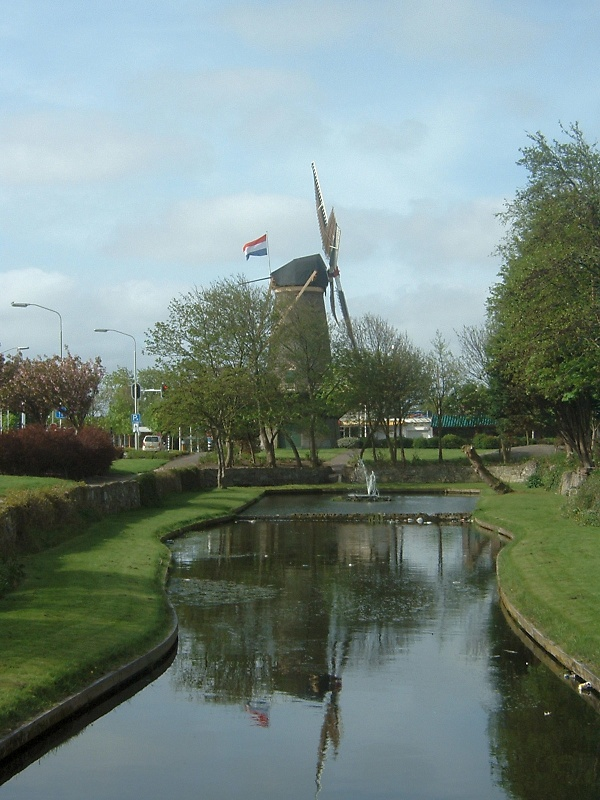
El molí de Monster
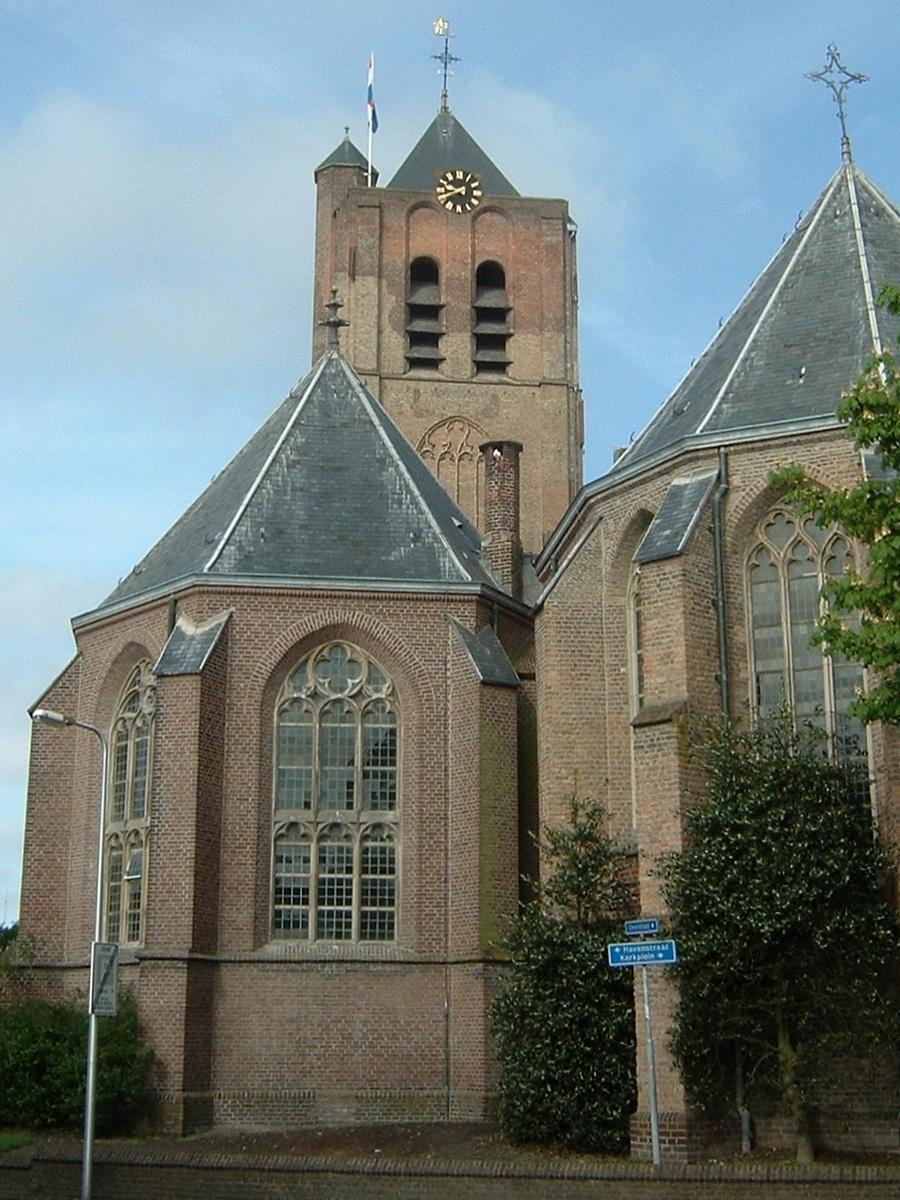
L'església de Monster
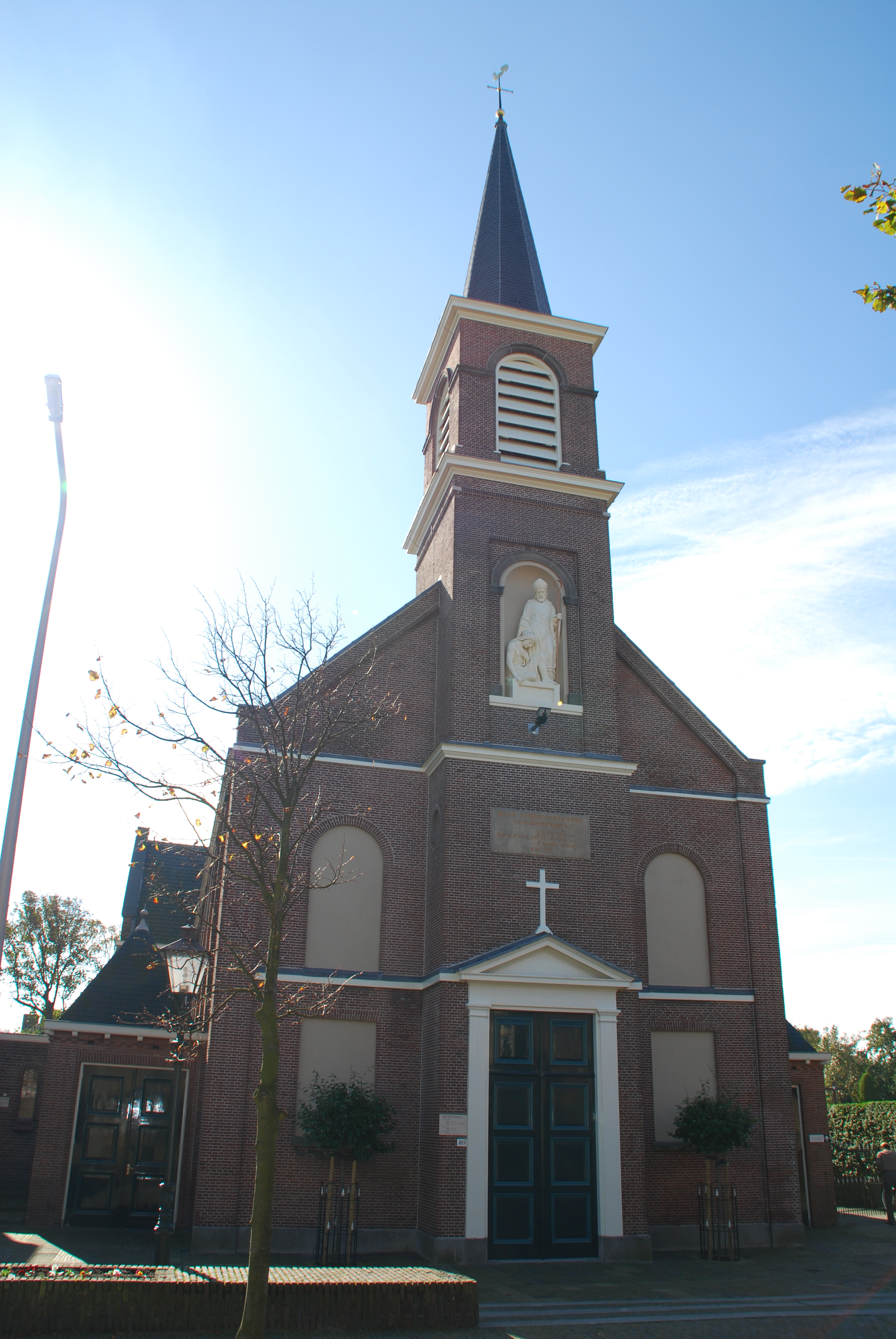
L'església de Sant Maclovi d'Aleth